# La Chanson
 (novembre 2020).

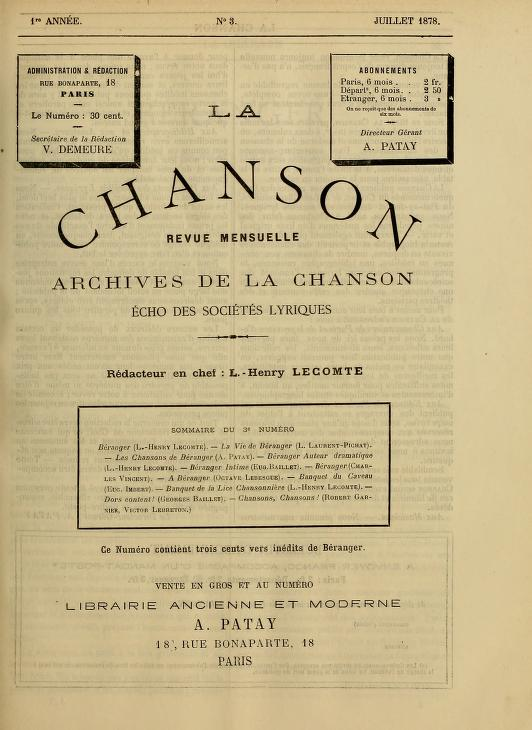
Couverture du numéro 3, juillet 1878.

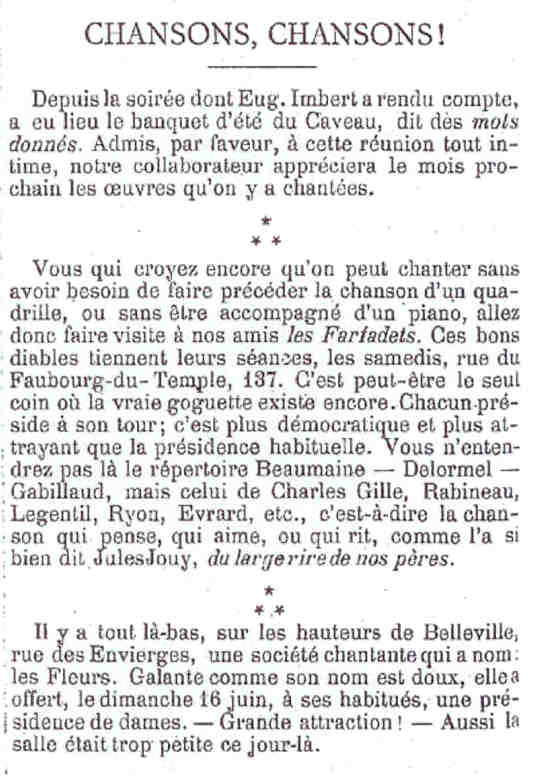

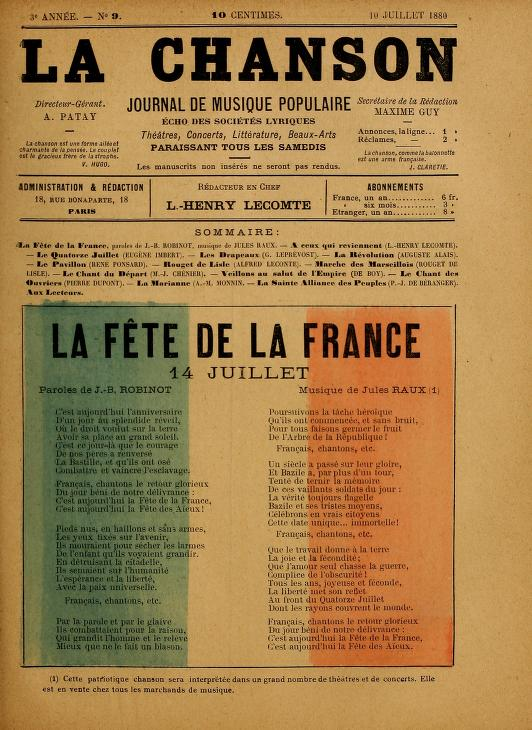
Couverture pour la Fête nationale, 10 juillet 1880.

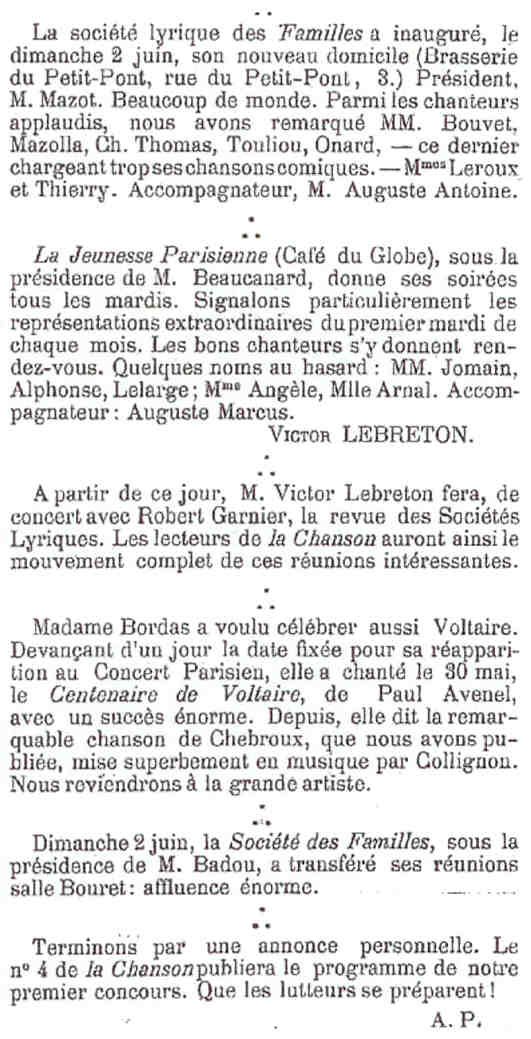
Échos de réunions de goguettes dans La Chanson en juillet 1878.

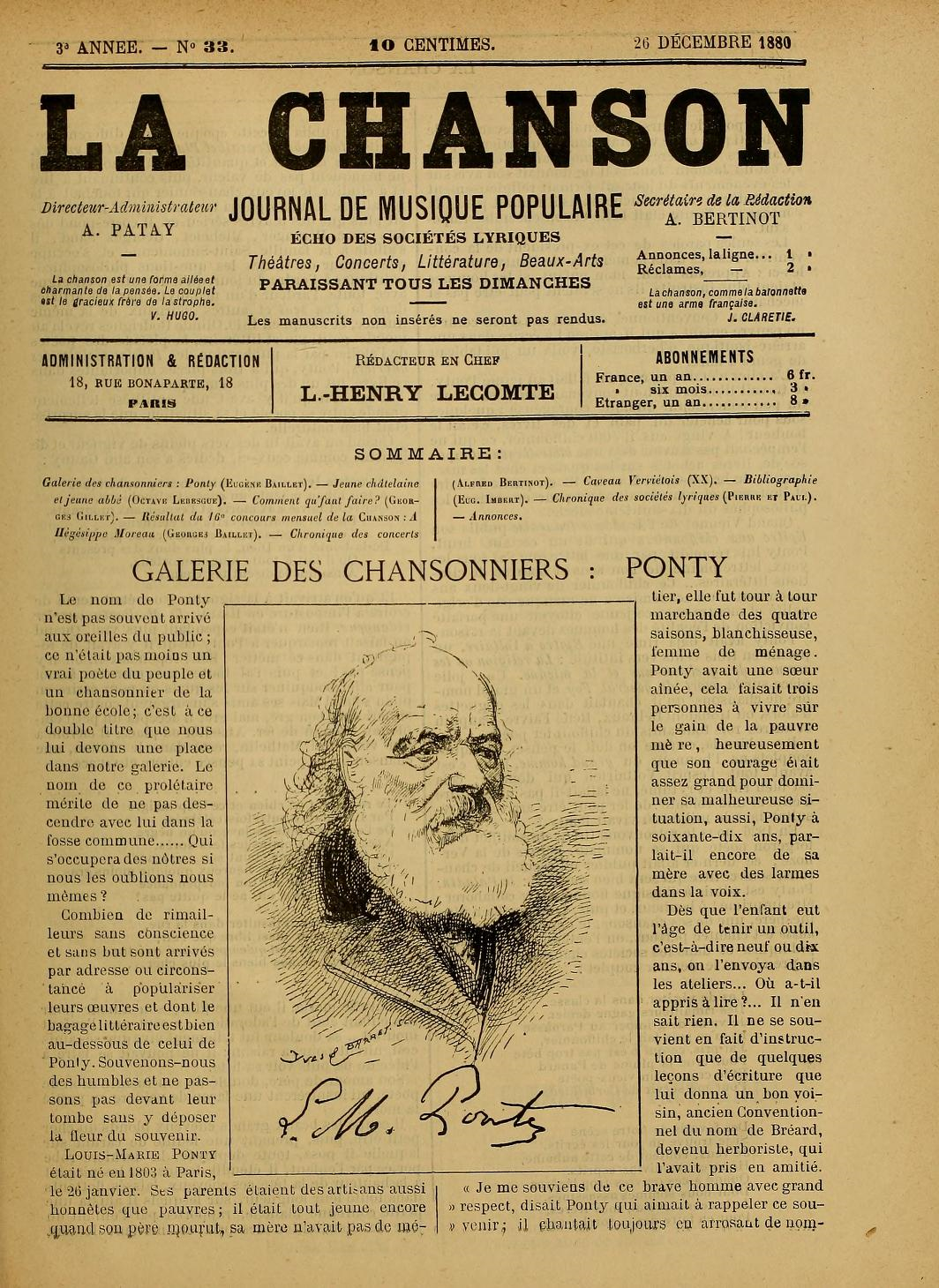
Hommage au chansonnier Louis-Marie Ponty, 26 décembre 1880.

La Chanson (1878-1881) est une revue française et parisienne consacrée aux goguettes, à la chanson et aux chansonniers.

## Histoire deLa Chanson
Le 1er mai 1878 parait le premier numéro de La Chanson, Revue mensuelle, Archives de la chanson, Écho des sociétés lyriques.
Elle reprend le nom d'une autre revue, mort-née 12 années auparavant : en 1866, Eugène Imbert avait lancé sous ce titre : La Chanson, un numéro d'appel qui était resté unique.
Son Directeur-Gérant est le libraire et éditeur de musique Auguste Patay. Les bureaux du journal sont à la même adresse que sa librairie 18 rue Bonaparte.
La revue annonce ses buts et s'adresse à ses lecteurs, chansonniers, présidents de goguettes appelées ici Sociétés Lyriques :

« La Chanson, cette incarnation toujours nouvelle et toujours diverse de l'esprit français, n'a pas d'organe.
Nous venons combler cette lacune regrettable en créant plus qu'un journal — une revue complète, spécialement consacrée à ceux qui chantent ou font chanter. (...)
La Chanson publiera les comptes-rendus des banquets mensuels du Caveau, de la Lice Chansonnière, du Pot-au-feu et des diverses sociétés lyriques. Nous préparerons ainsi à l'historien futur des muses populaires les matériaux d'un livre original et varié. — Trouveront également place dans notre revue la biographie et le portrait des chansonniers vivants ou disparus, nombre de chansons peu connues ou inédites, une bibliographie raisonnée, le programme des concours lyriques, l'annonce des soirées chantantes extraordinaires ou à bénéfice, enfin une chronique sincère des cafés-concerts et des théâtres parisiens.
Pour mener à bien leur entreprise, les fondateurs de LA CHANSON s'adressent à tous :
Aux Chansonniers de Paris et de la province d'abord. Nous les prions ici de nous faire parvenir leurs adhésions, leurs abonnements, les réflexions que notre publication leur pourrait suggérer, un exemplaire au moins de leurs œuvres imprimées, les meilleures de leurs chansons inédites et des notes suffisantes pour fournir matière, au besoin, à d'intéressantes et véridiques études biographiques. (...)
Aux Présidents des Sociétés Lyriques. — Nous les invitons à nous adresser, dans le plus bref délai, les noms des réunions qu'ils président, l'indication des sièges sociaux et des jours de tenues, et nous les prions instamment d'assurer l'exactitude de nos informations en désignant, dans chaque société, un délégué chargé de correspondre avec notre publication et d'en faire apprécier le but. »

La Chanson mensuel de juillet à octobre 1878, puis bimensuel de novembre 1878 à avril 1880 et enfin hebdomadaire de mai 1880 à novembre 1881, donne une foule d'informations sur les sociétés chantantes, la chanson et les chansonniers et publie de nombreuses chansons.
Le dernier numéro est le 43/44, 4e année, semaine du 6 au 13 novembre 1881.
Au cours du temps le titre initial de la revue change. Il devient en mai-décembre 1880 : « La Chanson, journal de musique populaire, écho des sociétés lyriques, théâtres, concerts, littérature, beaux-arts », puis en janvier-novembre 1881 : « La Chanson illustrée, journal de musique populaire, écho des sociétés lyriques, théâtres, concerts, littérature, beaux-arts, finances »
Des biographies de chansonniers sont illustrées avec leur portrait dessiné et gravé.
La 76e livraison de La Chanson comprend en annexe une table générale des matières contenues dans les trois premiers volumes (1878-1880) de la revue.

## Orientations politiques deLa Chanson
La Chanson est franchement engagée pour la République. La polémique violente entre cette revue et le chansonnier bonapartiste Savinien Lapointe au sujet de l'érection à Paris d'une statue de Béranger par les républicains est significative. Elle affecte un caractère passionnel et révélateur des enjeux politiques sous-jacents de ce projet.
En mai 1879 Louis-Henry Lecomte Rédacteur en Chef conclut par ces mots un grand article contre Savinien Lapointe commencé en première page de La Chanson :

« Nul n'empêche M. Savinien Lapointe, ancien collaborateur d'audacieux socialistes, de rimer aujourd'hui des « Souvenirs et Regrets » pour le plaisir des blouses blanches inoccupées, et de tirer du fumier bonapartiste le pain de ses vieux jours ; mais nous lui conseillons de ne plus maculer de sa prose le piédestal de la statue que la France républicaine veut élever a l'un de ses enfants illustres. Il y a de sévères châtiments pour des actes moins obscènes. »

Dans cette polémique La Chanson cherche à faire de Béranger un républicain, ce qu'il n'était pas, et nier à Savinien Lapointe sa qualité effective d'ami, proche et protégé de Béranger.
La Chanson cherche aussi à rassembler et diriger les goguettes pour en faire une force d'appoint au parti républicain qu'elle soutient constamment. Alors que les goguettes ont toujours été indépendantes politiquement et organisationnellement.
En 1880 est créée par un certain M. Orange une salle de Concerts des Sociétés lyriques, à Paris, 23, rue du Faubourg-du-Temple. Autour de celle-ci le journal La Chanson propulse son projet de regrouper les goguettes, qui apparaissent ici sous leur appellation de « Sociétés lyriques » :

« Nous félicitons M. Orange pour l'excellente idée qu'il est en train de réaliser. Grâce à lui, les Sociétés lyriques de Paris posséderont bientôt un CERCLE digne d'elles et le grand problème de la Fédération des Sociétés lyriques se trouvera près d'être résolu. […]
Maintenant, c'est aux Sociétés lyriques à aider de tous leurs moyens les efforts de M. Orange et à se grouper le plus tôt possible autour du Comité d'Union. Une circulaire sera prochainement adressée à chaque Président et les adhésions seront reçues tous les jours au siège du Comité, 23, faubourg du Temple. Plus leur nombre sera grand, plus grand sera le succès. »

Le « grand problème de la Fédération des Sociétés lyriques » n'a jamais existé. Aucun goguettier n'en a parlé et ils ne se seraient pas gênés de le faire, car ils n'avaient pas leur langue dans leur poche. Ce « grand problème » a été inventé par La Chanson pour des raisons politiques.
En 1880, le 14 juillet est adopté comme Fête nationale française, avec inauguration à Paris de la statue de la République sur la place du Château d'eau rebaptisée place de la République. Pour cette occasion La Chanson sort un numéro à couverture tricolore consacré à des chansons choisies, voire écrites pour la circonstance, comme Le Quatorze Juillet d'Eugène Imbert.